# Chelidonium binotaticolle
Chelidonium binotaticolle là một loài bọ cánh cứng trong họ Cerambycidae.